# Gyulai Termál FC
A Gyulai Termál FC, egy 1920-ban alapított magyar labdarúgóklub. Székhelye Gyulán található. A csapat a 2024-25-ös szezontól az NB III-ban szerepel.

## Aktuális keret és stáb
2024-2025-ös játékoskeret:
|  | ZELENYÁNSZKI LÁSZLÓ   | 34 |
|  | KUKLA ZSOMBOR         | 29 |
|  | WÉBER LÁSZLÓ ATTILA   | 33 |
|  | GEIGER NORBERT ATTILA | 31 |
|  | NAGY SÁNDOR           | 29 |
|  | CSICSELY JÁNOS        | 24 |
|  | MALKÓCS MARCELL MILÁN | 25 |
|  | SZABÓ PÉTER           | 33 |
|  | ZABARI DÁVID          | 28 |
|  | KATONA GYÖRGY VIKTOR  | 28 |
|  | ILYÉS TAMÁS           | 26 |
|  | KRAJCSÓ KRISZTIÁN     | 24 |
|  | VARGA TAMÁS KÁROLY    | 23 |
|  | CZIROK JÓZSEF         | 28 |
|  | VÖRÖS BARNABÁS        | 17 |
|  | KOVÁCS ZSOLT          | 23 |
|  | KEPENYES ÁRMIN        | 19 |
|  | TRESCSULA MÁTÉ        | 22 |
|  | SZTANKÓ LÁSZLÓ MÁRK   | 18 |
|  | KERTÉSZ DÁNIEL        | 23 |
|  | SZILÁGYI DÁVID        | 18 |
|  | FÜSTÖS KRISZTIÁN      | 26 |
|  | SZABÓ ZSOMBOR         | 23 |
|  | DOLEZSÁN DÁVID LAJOS  | 23 |
|  |                       |    |

STÁBLISTA:
| Szakmai stáb            | Poszt            |
| ----------------------- | ---------------- |
| EKKER ATTILA            | Vezetőedző       |
| VINCZE GYULA            | Technikai vezető |
| KAJÁRI JÁNOS            | Kapusedző        |
| NYÚL GÁBOR              | Asszisztensedző  |
| FUTAKI KRISZTIÁN        | Asszisztensedző  |
| RADUCU CONSTANTIN SORIN | Masszőr          |

## Névváltozások
- 1920–1922 Gyulai Ipari Munkás Testedző Egyesület
- 1922–1948 Gyulai Testedző Egyesület
- 1948–1949 Gyulai Sportegyesület
- 1949–1951 Gyulai SzSE
- 1951-1955 Gyulai Építők SK
- 1955–1957 Gyulai Traktor SK
- 1957 Gyulai Hunyadi
- 1957–1973 Gyulai MEDOSZ Sport Klub
- 1973–1992 Gyulai Sportegyesület
- 1992-1995 Gyulai Futball Club
- 1995–1997 Gyula-Kanton FC
- 1997–1998 Gyula-West Group FC
- 2000 -2009 Gyulai Termál Futball Club
- 2009-2020 Várfürdő-Gyulai Termál Futball Club
- 2020-2021 Clean Way-Gyulai Termál Futball Club
- 2021- Gyulai Termál Futball Club

## Sikerek
NBII
- Ezüstérmes: 1980-81

## Története
A gyulai labdarúgás az 1913. november 1-én megalakult Gyulai Atlétikai Clubbal (GYAC) kezdődött, melynek labdarúgó szakosztálya is volt.
1914 május végén a város átengedte a klub részére a Lóvásártér korlátokkal bekerített részét, hogy sportpályát létesítsenek.

### Kezdetek
A ma is létező egyesület 1920. május 8-án alakult Gyula városában, Gyulai Ipari Munkás Testedző Egyesület (GYIMTE) néven, amelyről akkoriban a Békés című lap számolt be.
A klub 1922-ben, több kereskedő a sportkörbe való belépésével, felvette a Gyulai Testedző Egyesület (GYTE) nevet. 

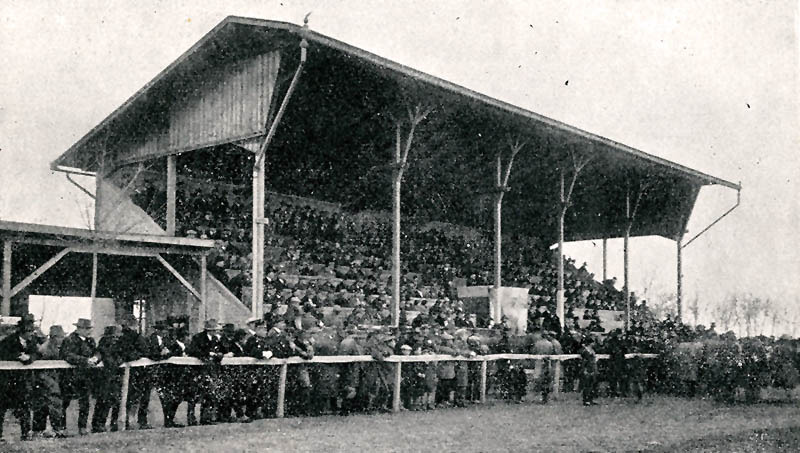
A sporttelep felavatott tribünje az 1920-as években

Az 1920-as évek elején nem volt állandó sporttelep, így 1922-ben a gyulai ipartestület kérelemmel fordult a városi tanácshoz, hogy gondoskodjanak mind megközelítési, mind egészségügyi szempontból megfelelő sporttelep létesítéséről, mivel a sporttelepek ügyében a szomszéd városok már előrébb tartottak. A városi tanács értesítette az ipartestületet, hogy a „sporttér létesítése iránti lépéseket” már megtették. Ennek megfelelően a képviselő-testület 1923. április 17-i határozata értelmében a város díjmentesen átengedett a vásártér városhoz kapcsolódó részéből, az úgynevezett szerszámvásártérből, hat holdnyi területet „a Gyulán eddig létesült és ezután létesülő sportegyesületek” részére, a sport művelésének céljára.
1924 júniusában a város és a Gyulai AC megkötötte a sportpálya-használati szerződést, melynek értelmében a pálya használata ingyenes volt, de a terület karbantartásának költségeit a sportegyesület fizette. Egy év múlva a GYAC és a GYTE közösen 140 000 korona költséggel felépítette a tribünt, melynek 1925. szeptember 20-i avatásáról a Békés című lap is beszámolt. A tribünavatással egybekötött atlétikai versenyen mintegy 1000 néző vett részt.
Ezt követően a két csapat benevezett a labdarúgó bajnokság csabai alosztályába és az 1925-26-os szezont a GYTE az ötödik, a GYAC a hatodik helyen zárta a másodosztályú csoportban.

### AII. Világháborúután
A csapat 1945 őszén a Délkeleti Labdarúgó Szövetség I. osztályában indult. Az 1945-46-os szezonra kiírt Délkeleti LASz I. osztály második helyén három békés megyei klub végzett, a Gyulai Testedzők másodikak lettek, így a csapat jogot nyert arra, hogy az 1946-47-es szezonban az újonnan szervezett NB II Déli csoportjában szerepeljen. A szezont győzelemmel kezdték 5-0-ra verve a Polgári Sör csapatát. A második fordulóban viszont súlyos, 4-0-s vereséget szenvedett az előző fordulóban kikapott a Kondoros csapatától. A harmadik fordulóban a Gyula az Elektromost fogadta, ahol 2-1-re győzték le a vendég együttest. A következő fordulók során kezdtek kialakulni az erőviszonyok: az Előre és a Gyula a mezőny első felébe került, majd az őszi szezon végzetével a 7. helyen maradt. A csapat a tavaszi szezonban továbbra is a középmezőnyben szerepelt, majd a szezon végeztével a 8. helyen zárt.
Az 1947-48-as szezont a Déli csoport utolsó helyén zárták, és a kiesést követően két évre volt szükség mire visszajutottak a hazai labdarúgás második vonalába, ezt követően 1950 és 1954 között stabil NB II-es klubbá vált. 1951-ben a 7., 1952-ben az 5. helyen zárt, a következő két év azonban már nem sikerült ilyen fényesen, így a másodosztály 1955-ös szezonra történő átalakítása negatívan érintette a csapatot – a felére csökkentett NB II-be már nem fértek be, egy osztállyal lejjebb kerültek.
Az 1948-as kiesés még Gyulai TE, az 1950-es feljutás már Gyulai SzSE néven történt, hiszen a korszak jellemző csapatösszevonásai, és az ezzel járó névváltozások a gyulaiakat sem kerülték el. Gyula két nagy klubja a Gyulai TE és a Gyulai AC összevonására 1948-ban került sor. az új klub Gyulai SE (GySE) néven kezdte meg pályafutását, majd 1949-ben a szakszervezeti sportklubok megszervezésétől a Gyulai Szakszervezeti SE nevet vette fel. Ez a név sem maradt sokáig, mivel 1951 év januárjában a Szakszervezetek Országos Elnöksége az „egységes rendszerű szakszervezeti sportegyesületek” felállításáról döntött. A 10 legnagyobb szakszervezet által működtetett csapatokat egységes névvel és egységes színekkel látták el. A gyulai klub az Építők Szakszervezete irányítása alá kerülve a Gyulai Építők nevet kapta, kék-fehér klubszíneken így nem is kellett változtatni. Az ötvenes évek NB II-es szereplését tehát a Gyulai Építők névhez köthetjük, így 1954-ben még Építők néven esett ki, 1955-ben azonban már a Gyulai Traktor SK nevet viselve kezdte meg a szereplést a klub a megyei I. osztályban.
Az 1956-os csonka szezont Békés megyei bajnokként zárta a Gyulai Traktor, így a féléves bajnoki szünetet követően 1957-58-ban ismét másodosztályú mérkőzéseknek örülhettek a gyulaiak. A név ismét változott, immáron Gyulai MEDOSZ SK néven szerepelt a csapat. A kibővített másodosztály Keleti csoportjának középmezőnye nagyon szoros volt. A következő évre előirányzott átszervezés miatt a gyulaiak ismét rosszul jártak. A szezon végén a Gyulai MEDOSZ a 12. helyen zárt, ennek következtében újból kiestek a megyei I. osztályba.
A klub történetének legnagyobb sikerét az 1980-81-es szezonban érte el, amikor az NB II Keleti csoportjában ezüstérmet szerzett a csapat, három ponttal lemaradva a bajnoki címet szerző és az NB I-be feljutó Ózdi Kohász mögött. A következő szezont a gyulaiak ugyan a hetedik helyen zárták, mégis az NB III-ban kötöttek ki a következő szezontól a három csoportos NB II megszűnése miatt. Az 1988–89-es szezonban voltak a legközelebb a másodosztályba való visszatéréshez, végül a Szegedi Dózsa mögött másodikak lettek. Az újabb átszervezések után az 1997–98-as szezontól az NB III már a negyedosztálynak felelt meg. Ugyanebben az évadban az akkor Gyula–West Group FC néven működő klub megnyerte az Alföld csoportot, feljutva ezzel az akkor harmadosztályt képező NB II-be.

### 2000-től
A 2000-es éveket már Gyula Termál FC névvel kezdte meg a klub.
Az NBII átszervezése okán őszi alapszakaszt kellett játszania a csapatnak, ezt sikerrel vették, hiszen első helyen végeztek a csoportjukban, így az NBII Keleti (Szabolcs-Gabona) csoportjában folytathatták a küzdelmeket. Míg a 2000-2001-es szezonban a 4. helyen végeztek, 2002-ben a 11., 2003-ban a 9. helyen zárt a csapat. Egy évvel később pedig, a 2003-04-es idény zárultával, éppen lecsúszva a feljutásról, bronzérmes lett a Gyula.
Majd bár a 2004-05-ös szezont a 8. helyen zárták, a bajnokság újabb átalakításokon ment át, ennek következtében osztályozót kellett játszani. Ezt elbukva a csapat a 2005-2006-os szezont már az NBIII Alföld csoportjában kezdte meg a Gyula Termál.
2006-tól 2009-ig sorra a közép mezőnyben végeztek a szezon végeztével.
2009-ben újabb névváltoztatáson esett át a klub, immáron Várfürdő-Gyulai Termál FC lett a hivatalos megnevezés.
Míg a 2009-10-es szezont a 12. helyen zárták, - az Algyő SK visszalépésének köszönhetően - ezzel éppen megúszva a kiesést, a 2010-11-es szezonban már a 4. helyezést is elérték. A 2011-12-es, illetve a rákövetkező 2012-13-as idényben is - az előző évet is túlteljesítve - 3. helyezett, azaz bronzérmes lett a Termál.
A következő évek már közel sem sikerültek ilyen fényesen. 2013-ban újabb átszervezésen ment át a bajnokság, immár az NBIII Közép csoportjába tartozott a Gyula. A 2013-14-es szezonban már csak a 7. hely, majd a 2014-15-ös szezonban a 12. helyezést sikerült megszerezni a 16 fős ligában.
A 2014-15-ös szezonban a Magyar Kupában is megmérettette magát a csapat. Az első mérkőzést a szentendrei Voyage ellen megnyerték 2-1 arányban. A Jászapáti ellenében viszont 3-1-es vereséget szenvedett a Gyula Termál, ezzel búcsúzva a kupától.
A következő, 2015-16-os szezonban is indult a csapat a kupában, ahol első ellenfélként a Hódmezővásárhellyel találkoztak. A Gyula 2-1 arányú győzelemmel tovább tudott jutni, azonban a következő fordulóban a Szegedi Grosics Akadémiától 2-1-re kikaptak, így újból búcsúztak a kupától.
2016 júniusában edzőváltás történt, Szekeres Lajost a korábbi NBI-es edző, Őze Tibor váltotta. Az új edző nem maradt sokáig, még ez év novemberében távozott és Szentléleki Béla vette át a vezetőedzői feladatokat.
A csapat a 2016-17-es szezonban is indulhatott a kupasorozatban. Ekkor az első körből szintén továbbjutott, a Tiszaújváros 2-1-es megverésével. A második fordulóban viszont 2-1-es vereséggel a Baktalórántháza ellenében kiestek újból.
A bajnokságot tekintve a 2015-16-os évadot még a 13. helyen, a 2016-17-es idényt már 15. helyen végezték, ami kiesést jelentett a fürdővárosi csapat számára. Ezt követően a 2017-18-as szezont már a negyedosztálynak számító Békés megyei I. osztályban kezdte meg a Gyula.
Az első két idényükben a 7. helyen végeztek, majd a 2019-20-as szezont a csupán 8 csapatot magába foglaló bajnokságban 5. helyezést értek el.
A 2023-24-es szezon felkészülését már a korábban a csabai Előrénél tevékenykedő Brlázs Gáborral kezdte meg a csapat. Az idény végeztével a megyei bajnokságot és a kupát is megnyerték. A feljutásért osztályozót játszhatott az együttes a Bánk-Dalnoki Akadémia ellen, ezt a párharcot 3-0-ás összesítésben megnyerte a Termál FC, így hét év után ismét az NB III-ban indulhatott a csapat. A jól sikerült szezon után, viszont a vezetőedző, Brlázs Gábor szerződése lejártával távozott, valamint a klub elnöke, Dobi Róbert is lemondott posztjáról.
A tisztújítást követően az új elnök a korábban gyulai játékos, Repisky Dániel lett. A vezetőedzői posztra pedig a megszűnő Körösladány trénere, Ekker Attila érkezett.
A feljutást követően a szezont különösen jól kezdte a GYTFC, hiszen az őszi szezon után 12 győzelem, 3 döntetlen és csupán 2 vereség állt a nevük mellett, így a tabella éléről várhatták a tavaszi folytatást. A folytatás azonban már nem alakult ilyen fényesen, több döntetlen mellett, vereségek is becsúsztak, így bajnoki címet végül nem, de a Tiszakécske mögötti 2. helyezéssel ezüstérmet ünnepelhetett a 2024-25-ös szezon végeztével a gyulai gárda.
A Magyar Kupából pedig már az első fordulóban kiestek a Dunavarsánytól kikapva 2-1 arányban.